# عمر ديابي
عمر ديابي (بالفرنسية: Oumar Diaby) هو لاعب كرة قدم فرنسي في مركز الهجوم، ولد في 7 فبراير 1990 في بايون في فرنسا. لعب مع ليفسكي صوفيا ونادي شاتورو ونادي كوشيتسه وهاميلتون أكاديميكال.

## وصلات خارجية
- عمر ديابي على موقع قاعدة بيانات كرة القدم.إي يو (الإنجليزية)
- عمر ديابي على موقع Soccerway.com (الإنجليزية)